# Túnel Acústico Rafael Mascarenhas
O Túnel Acústico Rafael Mascarenhas, popularmente conhecido como Túnel Acústico, localiza-se na cidade e estado do Rio de Janeiro, no Brasil. Com quinhentos metros de extensão, integra a Autoestrada Lagoa-Barra, ligando a Avenida Padre Leonel Franca, na Gávea, ao Túnel Zuzu Angel. Uma de suas entradas localiza-se sob a Pontifícia Universidade Católica do Rio de Janeiro.
É chamado de "Acústico" porque não foi escavado, mas "coberto" com uma cobertura de concreto para evitar a poluição sonora do bairro da Gávea. Em 2013 recebeu oficialmente o nome de Rafael Mascarenhas, morto em 2010, vítima de atropelamento dentro do túnel.

## Ocorrências notórias
Caso Rafael Mascarenhas
Na madrugada de terça-feira, 20 de julho de 2010, Rafael, filho da atriz Cissa Guimarães, e mais dois amigos (João Pedro Gonçalves e Luiz Quinderé) andavam de skate no Túnel Acústico, extensão do Túnel Zuzu Angel, quando Mascarenhas foi atropelado. A pista estava fechada para manutenção como de costume, sempre entre 1h10 e 4h10. De acordo com as investigações, dois veículos seguiam em direção a São Conrado e teriam retornado utilizando uma passagem de emergência que estava aberta. Os dois carros, um Honda Civic e um Fiat Siena, teriam se aproveitado da interdição da pista para apostar um racha. Um dos veículos, o Siena, atingiu Rafael Mascarenhas em alta velocidade na descida do túnel. O motorista do automóvel, Rafael de Souza Bussanra, abandonou o local sem prestar socorro. Após o acidente, ele chegou a ser parado por uma viatura da polícia, mas foi liberado depois de garantir que pagaria propina aos policiais.[carece de fontes?]
De acordo com os bombeiros, Rafael foi levado ainda com vida para o Hospital Miguel Couto, no Leblon, na zona sul da cidade. A Secretaria Municipal de Saúde do Rio declarou que o jovem chegou à unidade com politraumatismo na cabeça, no tórax, nos braços e nas pernas. Ele chegou a ser operado, mas faleceu por volta de 8h da manhã do mesmo dia.
Queda da cobertura
No dia 17 de maio de 2019, uma parte da cobertura do túnel desabou por causa de um deslizamento de terra, o que provocou um deslocamento da estrutura de concreto. De acordo com a Prefeitura do Rio, o deslizamento da encosta ocorreu devido ao descarte irregular de toneladas de lixo pelo proprietário de uma mansão do condomínio Jardim Pernambuco.